# Paweł Gąsowski
Paweł Gąsowski (Gąssowski) ps. Pawełek (ur. 22 sierpnia 1840 w Andrzejowie, zm. w 1898) – polski żołnierz, działacz niepodległościowy, naczelnik wojenny powiatu warszawskiego od grudnia 1863 roku, powstaniec styczniowy, uczestnik wojny francusko-pruskiej.

## Dzieciństwo i młodość
Urodził się 22 sierpnia 1840 roku w Andrzejowie, był synem Wiktora i Kazimiery z domu Karwowskiej. W 1862 roku skończył Liceum Szlacheckie w Petersburgu, a następnie zaczął służbę wojskową w Brześciu.

## Powstanie styczniowe
Walczył w powstaniu styczniowym w oddziale „Dzieci Warszawy” jako porucznik i później rotmistrz. Był adiutantem pułkownika Ludwika Żychlińskiego. Brał udział w wielu bitwach, m.in. w przegranej pod Brenicą, po której zgromadził resztki oddziałów, oraz w starciach pod Grodziskiem i Młochowem, gdzie się znacznie zasłużył. Gąsowski dowodził kawalerią w niepomyślnej bitwie pod Żelazną, po której z powodu ciężkich ran Żychliński oddał dowództwo Józefowi Ślepowiczowi. Ten z kolei przekazałoddział pod dowództwo Gąsowskiego. Jego jednostka wielokrotnie musiała zmieniać miejsce pobytu, gdyż była tropiona przez oddziały rosyjskie, lepiej zaopatrzone oraz liczniejsze. 15 lutego 1864 roku Gąsowski wraz ze swoimi ludźmi został zaskoczony przez wojsko rosyjskie w miejscowości Lipa niedaleko Głowaczowa w wyniku czego doszło do krwawej potyczki, a oddział Gąsowskiego został rozbity. Sam dowódca prawdopodobnie pozostał na polu walki jeszcze do kwietnia.

## Emigracja do Francji
Następnie Gąsowski wyemigrował do Francji, gdzie 21 listopada 1864 roku wstąpił na 5 lat do Legii Cudzoziemskiej w Lyonie. Walczył w Afryce i Meksyku, za walki został odznaczony medalem Meksyku. 26 grudnia 1867 roku został wykreślony z Legii i skierowany do miasta Metz. Później, już jako pułkownik, brał udział w wojnie francusko-pruskiej. W 1871 roku trafił do niewoli, w której prawdopodobnie był 10 lat.

## Powrót na ziemie polskie
Powrócił na ziemie ojczyste i osiadł dobrach rodzinnych w Tajenku. Zmarł w 1898 roku. Pochowano go na cmentarzu w Bargłowie. Według nekrologu został po nim pamiętnik, który prawdopodobnie zaginął.